# シュミット (小惑星)
シュミット（1743 Schmidt）は、小惑星帯に位置する小惑星である。パロマー天文台のトム・ゲーレルスとライデン天文台のファン・ハウテン夫妻が発見した。
シュミット式望遠鏡を発明したエストニア生まれの光学技術者、ベルンハルト・シュミットから命名された。